# Cranioleuca
Cranioleuca – rodzaj ptaków z podrodziny ogończyków (Synallaxinae) w obrębie rodziny garncarzowatych (Furnariidae).

## Rozmieszczenie geograficzne
Rodzaj obejmuje gatunki występujące w Ameryce Południowej i Centralnej.

## Morfologia
Długość ciała 13–19 cm; masa ciała 10–32 g.

## Systematyka

### Etymologia
- Cranioleuca: gr. κρανιον kranion ‘czaszka’, głowa; λευκος leukos ‘biały’[5].
- Acrorchilus: gr. ακρος akros ‘spiczasty’, od ακη akē ‘punkt’; ορχιλος orkhilos ‘strzyżyk’[6]. Gatunek typowy: Synallaxis erythrops P.L. Sclater, 1860.

### Podział systematyczny
Do rodzaju należą następujące gatunki:

- Cranioleuca berlepschi (Hellmayr, 1905) – moczarnik rdzawy
- Cranioleuca weskei Remsen, 1984 – moczarnik białogłowy
- Cranioleuca marcapatae J.T. Zimmer, 1935 – moczarnik inkaski
- Cranioleuca albiceps (d’Orbigny, 1836) – moczarnik jasnogłowy
- Cranioleuca vulpina (von Pelzeln, 1856) – moczarnik rdzawogrzbiety
- Cranioleuca vulpecula (P.L. Sclater & Salvin, 1866) – moczarnik lisi
- Cranioleuca dissita Wetmore, 1957 – moczarnik wyspowy
- Cranioleuca muelleri (Hellmayr, 1911) – moczarnik łuskowany
- Cranioleuca obsoleta (Reichenbach, 1853) – moczarnik oliwkowy
- Cranioleuca pallida (zu Wied, 1831) – moczarnik blady
- Cranioleuca pyrrhophia (Vieillot, 1818) – moczarnik białobrewy
- Cranioleuca henricae Maijer & Fjeldså, 1997 – moczarnik ochrowy
- Cranioleuca albicapilla (Cabanis, 1873) – moczarnik jasnoczuby
- Cranioleuca curtata (P.L. Sclater, 1870) – moczarnik ciemny
- Cranioleuca demissa (Salvin & Godman, 1884) – moczarnik szarobrzuchy
- Cranioleuca hellmayri (Bangs, 1907) – moczarnik kolumbijski
- Cranioleuca subcristata (P.L. Sclater, 1874) – moczarnik czubaty
- Cranioleuca semicinerea (Reichenbach, 1853) – moczarnik popielaty
- Cranioleuca erythrops (P.L. Sclater, 1860) – moczarnik rdzawolicy
- Cranioleuca antisiensis (P.L. Sclater, 1859) – moczarnik andyjski